# 酒井伸次
酒井 伸次（さかい しんじ）は、日本の映像作家、アニメーター。
主に、NHKの音楽番組「みんなのうた」などのアニメーションを制作している。

## 作成作品一覧

### みんなのうた
- ◆は5分間1曲枠の楽曲。
- やさしさの玉手箱 / 石田よう子（1994年8月・9月放送）